# Episodi de I racconti della cripta (quarta stagione)
La quarta stagione della serie televisiva I racconti della cripta è andata in onda negli Stati Uniti sul canale HBO dal 27 giugno al 16 settembre 1992.
| N° | Titolo originale          | Titolo italiano              | Prima TV USA      | Prima TV Italia |
| -- | ------------------------- | ---------------------------- | ----------------- | --------------- |
| 1  | None but the Lonely Heart | Rendez-vous con la morte     | 27 giugno 1992    |                 |
| 2  | This'll Kill Ya           |                              | 27 giugno 1992    |                 |
| 3  | On a Deadman's Chest      | Segno di morte               | 27 giugno 1992    |                 |
| 4  | Seance                    |                              | 4 luglio 1992     |                 |
| 5  | Beauty Rest               |                              | 11 luglio 1992    |                 |
| 6  | What's Cookin             | Buona da morire              | 22 luglio 1992    |                 |
| 7  | The New Arrival           |                              | 25 luglio 1992    |                 |
| 8  | Showdown                  | Duello fantasma              | 1º agosto 1992    |                 |
| 9  | King of the Road          | Corsa verso la morte         | 8 agosto 1992     |                 |
| 10 | Maniac at Large           |                              | 19 agosto 1992    |                 |
| 11 | Split Personality         | Doppia personalità           | 26 agosto 1992    |                 |
| 12 | Strung Along              |                              | 2 settembre 1992  |                 |
| 13 | Werewolf Concerto         | Il concerto del lupo mannaro | 9 settembre 1992  |                 |
| 14 | Curiosity Killed          |                              | 16 settembre 1992 |                 |